# وريد قلبي صغير
الوَريدُ القَلْبِيُّ الصَّغير(بالإنجليزية: Small cardiac vein)‏، يمتد في التلم التاجي بين الأذين الأيمن والبطين ويفتح في أقصى اليمين من الجيب التاجي. 
يتلقى الدم من الجزء الخلفي من الأذين الأيمن والبطين. وقد يصب في الجيب التاجي، الأذين الأيمن، الوريد القلبي الأوسط.

## روابط خارجية
- شكل تشريحي: 20:03-06 على موقع مركز سوني دونستات الطبي (تشريح بشري عبر الإنترنت). - "Anterior view of the heart."